# Zinloos Geweldig
Zinloos Geweldig is een theatershow uit 2004 van de cabaretgroep Neveneffecten. Dat theateroptreden werd in 2007 hervat. Het optreden werd op vrijdag 28 maart 2008 uitgezonden op Canvas.

## Totstandkoming
De theatervoorstelling werd onder de naam Coherentie voor beginners voor het eerst opgevoerd in november 2003 tijdens het Groninger Studenten Cabaret Festival. De groep, die toen uit drie leden bestond, Koen De Poorter, Jonas Geirnaert en Lieven Scheire kreeg voor deze theatershow de hoofdprijs op het festival. De voorstelling werd uitgebreid van 30 naar 90 minuten en kreeg de naam Zinloos Geweldig. Ook werd Jelle De Beule, die tot dan bij hen aan de slag was als technicus, toegevoegd als vierde lid van de groep. De krant De Morgen reikte hen de prijs uit voor beste komedievoorstelling van 2004 voor de première. Neveneffecten toerde vervolgens door Vlaanderen en Nederland.

## Dvd
De show is sinds april 2008 op dvd te koop. De beelden van de show werden opgenomen in de Minardschouwburg in Gent. De beelden van het publiek die in de opname verwerkt zijn, zijn voornamelijk op dezelfde avond geschoten. 

### Extra's op de dvd
Op de dvd zijn ook extra's te vinden. Deze zijn
- een aflevering van De Laatste Show. Deze aflevering werd speciaal verzonnen en geschreven om de comeback van de groep Albatros en hun nieuwe nummer Ra, ra, ra, wie ziet je graag aan te kondigen. Dit gebeurt echter pas op het laatste van de aflevering, die in een normale, serieuze toon begint maar steeds absurder wordt. Ook Martin Heylen en Jan Verheyen hebben in deze aflevering een absurd nieuwtje aan te kondigen.
- een volledige versie van de theatershow, maar dan met beeldmateriaal van "achter de schermen".
- en volledige versie van de theatershow met tijdens het beeldmateriaal commentaar van alle vier de spelers.
- de sing-alongversie van de hit Gis, gis, gis, wie houdt van jou door de boysband Meeuw, het bisnummer van de theatervoorstelling.